# Grand Battle Royale:Pixel FPS
Grand Battle Royale: Pixel FPS (グランドバトルロワイヤル: ピクセル FPS)とは海外のゲーム制作会社GameSpire Ltd.が配信したスマホゲーム、バトルロワイヤルゲーム。
2018年にリリースされ、ダウンロード数は1000万を突破した。現在、このスマホゲームによるアップデートは2021年以降、実装されていない。基本無料だが、一部課金アイテムがある。

## 概要
マインクラフトのようなキャラクターを三人称視点で操作し、敵を倒していくスマホ用の無料シューティングゲーム。本ゲームは日本語対応している。

## ゲームモード
本作には6つのゲームモードが存在する。

### バトルロイヤル
このモードでは、4人～20人で、マップに落ちている武器や爆弾を拾って戦い、1位を目指す。1位になるとトロフィーを獲得できる。このモードでは、｢ソロ｣｢デュオ｣｢トリオ｣が入り交じった状態でゲームが行われる為、3人対1人という状態になることもよくある。

### かくれんぼ
このモードでは、椅子や机などの小道具チームと、それを倒すハンターチームに分かれる。このモードは、小道具から定期的に鳥の鳴き声が聞こえることや、マップがあまり広くないことから、圧倒的にハンター側が有利である。

### 感染
このモードでは、ゾンビチームと人間チームに分かれる。最初はゾンビは1人でそれ以外は人間で、人間は殺されるとゾンビになる。人間は銃や爆弾を持つのに対し、ゾンビは殴って戦うことしか出来ないが、歩くスピードやジャンプ力が上昇する。このモードではトロフィーを上げることはできない。

### スナイパーアリーナ
このモードでは、全員がスナイパーを持ち、狭いマップの中で戦う。4人～10人のモード。このゲームでは、スナイパーのスコープを覗いた瞬間に撃つことで、自分の前にある障害物が邪魔にならないというグリッチのようなものがあり、それを駆使するのが基本となっている。勝つことでトロフィーを獲得できる。

### チームプレイ
このモードでは、2つのチームに分かれ、リスポーンする度にランダムで配布される武器を使い戦う。時間制限内に多くキルしたチームか、先に40キルに到達したチームが勝利となる。ダイヤを使うことでグレネードを購入することができ、マップによっては有効的に活用出来る。

### ガンゲーム
このモードでは、4人から10人で戦い、最初に15キルしたプレイヤーの勝利となる。武器はキルするごとに変わっていくが、最後は｢バット｣なので最終キルは難易度が高い。勝てばトロフィーを獲得できる。

## 武器
このゲームのアイテムは、銃・投擲武器・鈍器・鎧はレベルアップが可能で、1レベル～10レベルまで上げることができる（鎧は11レベルまで）。しかし、このゲームの武器レベル上げは中々に大変で、相当やり込まければいけない。
また、バトルロイヤルモードを例にすると、武器はショットガンとアサルトの中から2丁、ピストルから1丁、鈍器から1つ、爆発物から1つを持つことが出来る。回復や弾数などの所持制限はない。

### ピストル
- デザートイーグル 最弱ピストル
- ナイルガン 黄色の弱いピストル。弾は多い。
- サイレンスドピストル 弱い。
- USP45ピストル 弱いが弾は多い。
- コルト ダメージが高めのピストル。マグナムより弾数は多いが音が大きいのがデメリット。
- マグナム ダメージが高めのピストル。コルトより弾数は少ないが音が小さい。

### ショットガン
- ダブルバレルショットガン 2発直撃させると必ず倒せるショットガン。ソードオフショットガンとダメージも弾数も同じだが範囲が広い。
- ソードオフショットガン 範囲がダブルバレルショットガンより狭いが、それ以外は同じ。
- ショットガン 最弱のショットガン。スペースショットガンの下位互換。
- スペースショットガン プレイヤーに1番愛されてきたショットガン。ダメージも高めで弾数も多いため安定性が高い。プレイヤーの中での愛称は｢スパス｣

### アサルト
- TMPSMG 全てのアサルトの下位互換。使う意味が無い。
- AK47 飛距離やダメージが1番安定した武器。
- M4 飛距離特化武器。
- G36 近～中距離特化武器。とりあえずこれ使っとけ。

### ライフル
- スナイパーライフル 武器レベルと相手の鎧レベルにもよるが、大抵2発で敵を殺せる優れもの。しかも当てるのがとても簡単。バトルロイヤルでは補給物資から獲得することが出来る。

### 爆発物
爆発物は、バトルロイヤルの場合自分にもダメージを与えてしまう可能性があるため注意が必要。
- グレネード 投げてから数秒後に爆発する。直撃させるといいダメージを与えることができるが、なかなか難しい。
- 火炎瓶 アップデートで追加された武器。通常スポーン武器なのに関わらず、強すぎるため批判の声が強かった。強すぎるため個人主催の大会などでは禁止されることが多い。
- ロケットランチャー 当てると敵に大ダメージを与えることができる

### 鈍器
- バット 1番ダメージが低い。ガンゲームの最終武器でもある。
- 棒 弱いが、いちばんコンパクトなため的にバレにくいという利点がある。
- 斧 バットと棒よりはダメージが高い。
- 刀 1番ダメージが高い。

## トロフィー制度
このゲームでは、感染以外のモードで勝利するとトロフィーを獲得できる。トロフィー順位であるリーダーボードには、世界20位までが掲載される。
トロフィーは、シーズン（2週間ごとに更新）が終わってもトロフィーは下に戻されることは無いが、ダイヤモンドリーグ以上のプレイヤーは、全員トロフィーは1500に戻される。

### リーグ
トロフィーの数によりリーグ分けがされ、マッチングにも影響される。
- スターターリーグ 0～
- ブロンズリーグ 30～
- シルバーリーグ 120～
- ゴールドリーグ 350～
- プラチナリーグ 600～
- ダイヤモンドリーグ 1500～
- マスターリーグ 3000～
- グランドマスターリーグ 5000～

## クラン制度
このゲームにはクランの制度がある。最大20人まで参加可能。クランの総トロフィー数はランキングに反映される。
これまでの日本人クランでは、【BST】｢PAN｣や｢COS｣、｢WET｣などが有名。

## マップ
バトルロイヤルモードの3つで採用されているマップを紹介する。

### 空港
真ん中にある大きな建物が1番物資が良いため人が集まる。2階と3階を漁るのが1番良い。屋上は少し物資が薄いが人は集まりがち。人を避けたい場合は駐車場か飛行機置き場に降りるべきだが、物資量の差は否めない。

### 廃墟(町)
大きな廃墟ゾーンが1番物資が良く人も集まりやすい。他には、キャンプゾーンや広場、住宅街などに降りることが多い。

### 港
このマップはいちばん物資量が分かれていて安定性がある。赤屋根、茶色い家、駅、コンテナ置き場などがある。

## YouTube
ここでは、このゲームの動画投稿者を紹介する。
apple gbr
msentityyt (海外)
wata gbr

## 問題点
このゲームには数々の問題点がある。
- チーターが多い
- 民度が悪い（ゲーム内チャットや掲示板）
- 途中抜けが多い（アプリごと落とすとペナルティがなくなる為）
- 火炎瓶が強すぎる（火炎瓶は投げるだけのため、プレイヤースキルがほとんど必要でない）
- 過疎
- トロフィーがほぼ全てのモードで手に入る
- 武器レベル差が勝敗を大きく分ける
- バグが多い

## アイテム
このゲームのアイテムを紹介する。もちろんこれらは課金でもゲットできる。

### お金
武器などのレベル上げ、補給物資を開けるための鍵の購入に必要

### ダイヤ
ゲーム中のグレネード購入、クラン制作、名前変更、飛行機スキンの購入に必要

### 鍵
バトルロイヤルにて、補給物資を開ける際に使用。